# Homogenia bicolor
Homogenia bicolor là một loài ruồi trong họ Tachinidae.